# Разработчик компьютерных игр
Разработчик видеоигр — разработчик программного обеспечения (программист), специализирующийся на разработке видеоигр — процессе и связанных с ним дисциплинах из области создания видеоигр. 
Разработчиком игр может быть как единственный человек, который берёт на себя все задания, так и большое предприятие с разделением обязанностей между сотрудниками по областям деятельности — программирование, дизайн, художественная составляющая, тестирование и т. д. Большинство компаний — разработчиков видеоигр имеют финансовую поддержку издателей и обычно маркетинговую поддержку. Разработчики, существующие за счёт собственных ресурсов, известны как независимые или инди-разработчики и обычно создают инди-игры.
Разработчик может специализироваться на определённой консоли (как, например, Nintendo's Wii U, Microsoft's Xbox One, Sony's PlayStation 4) или может развиваться на базе ряда систем (включая персональный компьютер). Разработчики видеоигр специализируются на определённых жанрах игр (как, например, ролевые видеоигры или шутеры от первого лица). Некоторые концентрируют свою деятельность на портировании игры из одной системы в другую, некоторые на переводе игры с одного языка на другой. Реже некоторые компании, помимо разработки игр, занимаются другими видами работ по разработке программного обеспечения.
Большинство издателей видеоигр содержат студии разработки (как, например, Electronic Arts EA Canada, Square Enix's studios,  Radical Entertainment, Nintendo EAD, принадлежащие Sony Polyphony Digital и Naughty Dog). Однако, так как процесс издания для них является основной деятельностью, они, как правило, называются скорее «издателями», чем «разработчиками». Разработчики могут быть также и частными (например, Bungie — компания, которая создала серию Halo эксклюзивно для Xbox).

## Типы

### First-party developer (Разработка эксклюзивных видеоигр)
В игровой индустрии разработчики эксклюзивных видеоигр — это компании, которые производят игровую консоль и разрабатывают видеоигры эксклюзивно для данной консоли. Ведущие разработчики могут использовать имя самой компании (как, например, Nintendo), специфическое отдельное название (как, например, Sony's Polyphony Digital) или название бывшей независимой студии, перед тем как та была приобретена производителем консоли (как, например, Rare или Naughty Dog).

### Second-party developer
Second-party developer — это разговорный термин, часто используемый игровыми энтузиастами и СМИ для описания двух разных видов студий игровых разработчиков:
1. Самостоятельные студии, которые берут контракты на разработку у владельцев конкретной платформы. Их разработки обычно создаются эксклюзивно для данной платформы.
2. Студии, которые частично или полностью принадлежат владельцам платформы (известные также как дочерние). Их разработки обычно также создаются эксклюзивно для данной платформы.

В действительности, это игра первого типа (так как он финансируется владельцем платформы, которому принадлежит итоговый IP), но термин помогает отличить независимые студии от студий, напрямую являющихся собственностью владельца платформы. Эти студии могут иметь эксклюзивные права на издание, сохраняя при этом независимость. Примером служат Insomniac Games (которые ранее, будучи независимой студией, разрабатывали игры исключительно для платформы Sony's PlayStation), ADK для SNK консолей, Rareware для Nintendo и позже Microsoft, и Game Freak (которая, прежде всего, развивает эксклюзивную серию игр Pokemon для Nintendo).

### Third-party developers (Сторонние разработчики)
В 1979 году Activision стали первым разработчиком сторонних видеоигр. И издатель, и разработчик вносят значительный вклад в содержание разработку игры. Однако пожелания издателя обычно вносят корректуру в действия разработчика.
Бизнес-договоренность между разработчиком и издателем регулируется контрактом, который определяет временные рамки каждого этапа в процессе разработки игры. Проверяя поэтапно, издатель убеждается, что работа продвигается с необходимой скоростью, чтобы убедиться, что игра будет закончена к заявленной дате, а также может корректировать производство, если игра на каком-либо этапе не соответствует ожиданиям. Когда каждый этап будет завершен (и одобрен), издатель платит разработчику аванс, согласно контракту. Успешные разработчики могут поддерживать несколько проектов разработки разных игр для различных издательств. В целом, однако, сторонние разработчики, как правило, небольшие, сплоченные команды. Сторонняя разработка игр весьма нестабильна, так как небольшие разработчики могут зависеть от дохода, который обеспечивает один издатель. Одна отмененная игра может иметь разрушительные последствия для небольшой команды разработчиков. Таким образом, многие небольшие компании по разработке игр имеют короткий период существования.
Довольно распространенная и действенная стратегия разработчиков видеоигр — продать компанию издателю, становясь при этом разработчиком внутри всей компании, включающей и издательство, и разработку. Внутренние команды разработчиков, как правило, имеют больше свободы в дизайне и содержании игры, по сравнению со сторонними разработчиками. Одной из причин является то, что, так как разработчики — сотрудники издательства, их интересы обычно совпадают с интересами издателя.
В последние годы крупные издатели обычно сотрудничают с несколькими сторонними разработчиками. В то время как эти команды разработчиков формально становятся внутренними, они часто продолжают работать в автономном режиме (с их собственной культурой и стилем работы). Примерами могут служить Activision, которая приобрела Raven (1997); Neversoft (1999), которая объединилась с Infinity Ward в 2014 году; Z-Axis (2001); Treyarch (2001); Luxoflux (2002); Shaba (2002); Infinity Ward (2003) и Vicarious Visions (2005). Все эти разработчики продолжают работать столько, сколько они работали до приобретения или объединения, основные различия в эксклюзивности и финансовых деталях. Издатели, как правило, более щадяще относятся к своим командам, чем к сторонним разработчикам, если те не успевают выполнить работу в срок.
Разработчик может и не быть первоначальной организацией, создающей компоненты программного обеспечения. Обычно он обеспечивает внешние устройства, который помогают организовать (или использовать) информацию для основной программной продукции. Такими инструментами могут быть базы данных, IP-телефония, или периферия программного обеспечения. Хорошим примером этого является SpeedTree, разработанный Interactive Data Visualization Inc.
Другим примером является факт производства наушников для консолей не производителем самой консоли. Turtle Beach является производителем гарнитур для PlayStation 3 и Xbox 360, а теперь и Xbox One и PlayStation 4.

### Независимые разработчики
Независимые разработчики программного обеспечения — это разработчики, которые не зависят ни от одного издателя (и не принадлежат). Некоторые независимые разработчики самостоятельно публикуют свои игры, опираясь на мнения и спрос в сети Интернет, обеспечивая рекламу. Без больших маркетинговых проектов крупных изданий такая продукция обычно имеет меньшее признание, чем у более крупных издателей, таких как Sony, Microsoft или Nintendo, однако с появлением цифровой дистрибуции недорогих игр для игровых консолей для независимых разработчиков стало реальным обеспечить широкое распространение своих игр путём выработки соглашений с производителями консолей.
Другие независимые разработчики создают игровое программное обеспечение для игровых изданий, распространяемых на разные игровые консоли. Однако в последние годы эта модель находится в упадке, так как крупные издатели, такие как Electronic Arts и Activision, все чаще обращаются к внутренним разработчикам (обычно бывшим независимым разработчикам, приобретенным для своего развития).

## Качество жизни
Разработка видеоигр обычно производится в непринужденной бизнес-среде, а сами разработчики могут быть в футболке и сандалиях. Многие работники находят этот тип среды и приятным для продуктивности. Однако обычно для разработки требуется ненормированный рабочий день. Иногда разработчики не выдерживают такого напряжения.
Программист начального уровня может заработать[где?][когда?], в среднем, более $66,000 в год, если компания-издатель имеет определенный успех. Опытный разработчик, в зависимости от его знаний и опыта, зарабатывает примерно $73,000 (2007 году). Разработчики инди-игр могут зарабатывать от $10000 до $50000 в год в зависимости от того, насколько успешны их проекты. Таким образом, на начальных стадиях развития, некоторые разработчики могут существовать на грани бедности.
Разработка игр относится не только к индустрии программного обеспечения, но и также к индустрии развлечений; большинство разновидностей индустрии развлечений (к примеру, кино и телевидение) требуют долгого рабочего времени и преданности своих работников. Креативные награды обеспечивают постоянный труд, создание конкурентного рынка труда, который требует высокого уровня приверженности и производительности от работников. Сообщества, такие как Международная ассоциация разработчиков игр (IGDA), обеспокоены тем, что условия работы в данной отрасли вызывают значительное ухудшение качества жизни сотрудников.

### «Кризисное время»
Некоторые разработчики видеоигр (такие как Electronic Arts) были обвинены в чрезмерном привлечении сотрудников к выходу из кризиса, связанного с нехваткой времени. «Кризисное время» (англ. «Crunch time») — это момент, в который команда, как ожидается, не успевает выпустить игру в срок. Сложность работы заключается в нематериальных активах, в художественных и эстетических требованиях к видеоигре, которые создают трудности в прогнозировании временных этапов разработки.
Внимание к «кризису» было обращено в 2004 году сообщением в блоге под названием «ea_spouse». Протест был размещен Эрин Хоффман (невестой разработчика Electronic Arts Линдер Хэсти), которая утверждала, что её жизнь была косвенным образом разрушена рабочей политикой компании. Это привело к многочисленным обсуждениям, но никаких видимых изменений до марта 2005 года не было, затем Electronic Arts объявила, что планирует расширить оплату сверхурочных некоторых сотрудников. Хэсти и Хоффман позже присоединились к независимой студии (1st Playable Productions) и основали Gamewatch — веб-сайт для обсуждения внутренней среды отрасли разработки видеоигр. Так как для старших разработчиков видеоигр семейные обязанности становятся практически на первый план, многие компании придумывают различные пути решения возникающих кризисов при разработке, связанных со временем.